# ديميتروفي (كيروفوهرادسكا)
ديميتروفي (Димитрове) هي مدينة في مقاطعة كيروفوهرادسكا في أوكرانيا.
يبلغ عدد سكانها حوالي 5167   نسمة.